# رودولف پلاته
رودولف پلاته (آلمانی: Rudolf Platte; ۱۲ فوریهٔ ۱۹۰۴ – ۱۸ دسامبر ۱۹۸۴) یک هنرپیشه اهل آلمان بود. وی بین سال‌های ۱۹۲۵ تا ۱۹۸۴ میلادی فعالیت می‌کرد.
از فیلم‌ها یا برنامه‌های تلویزیونی که وی در آن نقش داشته‌است می‌توان به عشق در نگاه اول، اشتیاق ورونیکا فوس و طلا اشاره کرد.